# (500047) 2011 SQ262
(500047) 2011 SQ262 es un asteroide perteneciente al cinturón de asteroides, descubierto el 26 de febrero de 2009 por el equipo del Mount Lemmon Survey desde el Observatorio del Monte Lemmon, Arizona, Estados Unidos.

## Designación y nombre
Designado provisionalmente como 2011 SQ262.

## Características orbitales
2011 SQ262 está situado a una distancia media del Sol de 3,196 ua, pudiendo alejarse hasta 3,436 ua y acercarse hasta 2,956 ua. Su excentricidad es 0,075 y la inclinación orbital 21,70 grados. Emplea 2087,14 días en completar una órbita alrededor del Sol.
Los próximos acercamientos a la órbita de Júpiter se producirán el 19 de octubre de 2034, el 18 de noviembre de 2045 y el 4 de abril de 2166, entre otros.

## Características físicas
La magnitud absoluta de 2011 SQ262 es 16,5.